# Višenamjenska fregata FREMM
FREMM (fra. Frégate Européenne Multi-Mission; tal. Fregata Europea Multi-Missione), što znači "europska višenamjenska fregata", francusko-talijanska je obitelj višenamjenskih fregata koju su dizajnirali Naval Group i Fincantieri. U Francuskoj je ova fregata poznata kao "klasa Aquitaine" (planirano 17 jedinica, od kojih je 9 kasnije otkazano), dok je u Italiji poznata kao "klasa Bergamini" (planirano 10 jedinica). Glavni brod klase, Aquitaine, u studenom 2012. naručila je Francuska mornarica. Italija je naručila šest varijanti opće namjene i četiri protupodmorničke varijante. Francuska je, s druge strane, naručila šest protupodmorničkih varijanti i dvije protuzračne obrane.
FREMM se također izvozio u razne zemlje. Naime, Ratna mornarica SAD-a odabrala je FREMM varijantu za svoj novu klasu Constellation od 20 fregata, koje će graditi Fincantieri, počevši s ugovorom od 795 milijuna dolara za vodeći brod.

## Pozadina
Predložene su tri originalne varijante FREMM-a; protupodmornička varijanta (ASW) i varijanta opće namjene (GP) te varijanta za napad na kopno (AVT) kako bi zamijenili postojeće klase fregata unutar francuske i talijanske mornarice. Ukupno je planirano 27 FREMM-a (17 za Francusku i 10 za Italiju) s dodatnim izvozom. Međutim, smanjenje proračuna i promijenjeni zahtjevi doveli su do značajnog pada ovog broja za Francusku, dok je poredak za Italiju ostao nepromijenjen. Napadna varijanta (AVT) naknadno je otkazana.
Treću varijantu FREMM-a za protuzračno ratovanje predložio je DCNS kao odgovor na francuske zahtjeve za novom fregatom za protuzračnu obranu, a nova je varijanta postala poznata kao FREDA ("FREgates de Défense Aériennes", "Fregata za zračnu obranu"). Ovaj novi francuski zahtjev nastao je zbog zamjene za svoje zastarjele fregate za protuzračnu obranu.
Od 2009. FREDA dizajn ima snažniju verziju Herakles pasivnog elektronički skeniranog radara i 32 ćelije vertikalnog lansirnog sustava SYLVER A50 umjesto 16 ćelija A43 i 16 ćelija A70. SYLVER A50 omogućio bi domet projektila Aster 30 do 120 kilometara. Iako je u jednom trenutku utvrđeno da se sonar s tegljenim nizom neće ugraditi, to je kasnije zadržano na FREDA dizajnu.
Na Euronavalu 2012. DCNS je pokazao novi koncept nazvan FREMM-ER za FREDA zahtjeve, ponovno temeljen na FREMM-u, ali posebno spominjući misiju obrane od balističkih projektila kao i protuzračnu obranu. FREMM-ER ima modificiranu superstrukturu koja zamjenjuje Herakles novim radarom Thales Sea Fire 500, čije četiri fiksne ploče nalikuju onima na AN/SPY-1 američke mornarice. Međutim, za razliku od Heraklesa i SPY-1 (oba koriste tehnologiju pasivnog elektronički skeniranog niza ), Sea Fire 500 ima aktivne elektronički upravljani antenski niz.

### Izvoz
- Operatori fregata FREMM

## Oprema specifična za zemlju

### Zajednička oprema
- Leonardo OTO Melara 76 mm (3,0 in) top (kompakt za top FR-ASW/Super Rapid s Davide/Strales navođenim streljivom za IT-ASW)
- 2 × lansera torpeda Eurotorp/WASS B515/3  za torpeda MU 90 s Calzonijevim AHS (automatskim sustavom rukovanja)
- 1 × Leonardo NA-25 DARDO-F sustav upravljanja paljbom za 76 mm top
- 2 × SLAT (Systeme de Lutte Anti-Torpille) protutorpedni sustav (u talijanskoj mornarici samo za ASW verziju) ASW DLS (Anti Submarine Weapon Decoy Launcher System) temeljen na Thalesovom sonarnom sustavu ALERT, DCNS RATO zapovjednom sustavu i WASS CMAT oružanom sustavu (s lanserom od 12 cijevi za 127 mm's WASS C-310 mamac i ometači)
- Helikopter NH90, s mogućnostima za AW101, Cougar i Caracal
- Sonar za trup Thales UMS 4110 CL
- Thales UMS 4249 CAPTAS4 tegljeni sonar (samo talijanske protupodmorničke inačice; ugrađen u francuske ASW i protuzračne obrane) [6]
- Podvodni telefon Thales TUUM-6
- 2 × Sigen MM/SMQ-765 EW sustav: JASS (podsustavom za ometanje antene) ECM, Nettuno 4100, ELT Elettronica i Thales ESM (Communications and Radar ESM)
- 2 × SOFRESUD Quick Pointing Devices "QPD"

### Oprema specifična za Francusku
- 16-ćelijski MBDA SYLVER A43 VLS za rakete MBDA Aster 15
  - Posljednje dvije varijante ASW-a opremljene su MBDA A50 VLS-om sa 16 ćelija za MBDA Aster 30 koji se koristi ako se smatra potrebnim.
  - Dvije varijante AAW opremljene A50 VLS-om s 32 ćelije.
- 16-ćelijski MBDA SYLVER A70 VLS za mornaričku krstareću raketu MBDA SCALP dometa do 1.000 km ili protuzračna raketa Aster 30 (nije ugrađena u varijante AAW)[7]
- MBDA Exocet MM40 Block 3, (Block 3c varijanta - mornarička i kopnena sposobnost napada, ulazi u službu francuske mornarice od prosinca 2022.)
- 2 × Nexter 20 mm (0,79 in) Narwhal daljinski oružani sustavi
- NGDS bacač mamac
- Radar Herakles
- Radar Terma Scanter 2001[8]
- Thales Artemis PRVI
- Borbeni sustav SETIS
- Sustav upravljanja paljbom Sagem Najir za 76 mm top (na francuskim ASW varijantama)[9]
- Radar za upravljanje paljbom Thales STIR EO MK 2 za 76 mm top (na francuskim AAW varijantama)[9]
- 4 × lansera torpeda Eurotorp/WASS B515/3 za torpeda MU 90
- Sustav upravljanja helikopterom Samahé

### Talijanska specifična oprema
- 16-ćelijski MBDA SYLVER A50 VLS za projektile MBDA Aster 15 i MBDA Aster 30 projektile
- Leonardo PRVI SASS
- još jedan sustav upravljanja paljbom Leonardo NA-25 DARDO-F za drugi top (76 mm ili 127 mm)
- Leonardo Kronos Grand Naval (MFRA) AESA, 3D, C band radar
- Leonardo RASS (RAN-30X-I) površinski radar (OTH)
- Leonardo SPS-732, 2D LPI Surveillance X band radar (nadzor površine i zraka na niskoj razini); budući da je sedmi FREMM-IT zamijenjen snažnijim Leonardom SPS-732(V2)
- Leonardo SPN-730 LPI navigacijski radar i dva navigacijska radara GEM-Elettronica MM/SPN-753
- Leonardo SPN-720 radar za precizan prilaz helikoptera
- Leonardo IFF SIR ME; od 7. FREMM-IT zamijenjen Leonardo IFF SIR M5-PA s faznom antenskom rešetkom
- Leonardo Athena borbeni sustav (CMS)
- Leonardo SAAM-ESD AAW borbeni sustav proširenog područja (za projektile Aster 15 i Aster 30)
- 2 × višenamjenski raketni bacač Leonardo (OTO Melara) SCLAR-H DLS
- GP verzija: 8 × MBDA Teseo Mk-2/A, za mornaričke i kopnene napadne rakete
- ASW verzija: 4 × MBDA Teseo Mk-2/A rakete i 4 × MBDA MILAS protupodmorničke rakete
- 2 × OTO Melara - Oerlikon KBA 25 mm daljinski oružani sustav
- Curtiss-Wright TC-ASIST sustav upravljanja helikopterom (za oba helikoptera)
- Leonardo (WASS) SNA-2000-I sonar za izbjegavanje mina
- L-3 ELAC Nautik SeaBeam 3050, višezračni ehosonder (samo na ASW verziji)
- 1 × 7 m bočni sustav za oslobađanje i izvlačenje čamaca na napuhavanje s krutim trupom
- 1 × 11 m bočni sustav za oslobađanje i izvlačenje čamaca na napuhavanje s krutim trupom (Zodiac Hurricane)
- 1 × 11 m čamac na napuhavanje s krutim trupom
- ASW verzija: 2 × Leonardo OTO Melara 76 mm Davide/Strales CIWS topa, jedan u hangaru (oba sa Strales navođenim streljivom)
- GP verzija: 1 × top Leonardo OTO Melara 127 mm s Vulcano navođenim streljivom, dometa do 120 km, i AAHS (Automatizirani sustav rukovanja streljivom) s 350 metaka + 56 u kupoli i drugim Leonardom (OTO Melara) topom od 76 mm
- 2 × akustične puške / LRAD SITEP MASS CS-424